# Titan (virksomhed)
 For alternative betydninger, se Titan. (Se også artikler, som begynder med Titan)
Titan A/S (oprindeligt Koefoed, Hauberg, Marstrand & Helweg, Aktieselskabet Titan) var en dansk industrivirksomhed (maskinfabrik og jernstøberi) stiftet 1897, men med rødder tilbage til 1856. Her omtales også de virksomheder, som gik forud for Titan. Titan blev stiftet som aktieselskab på fabrikant S.C. Haubergs intitiativ i 1897. Firmaet lå på Tagensvej 86 i København og var i omtrent et halvt århundrede en stor aktør inden for det jernindustrielle og elektrotekniske felt.
Den ene af Titans forgængere var grundlagt i 1856 af smedemester H. Rudolph Koefoed (1828-1915). I 1883 omdannedes denne virksomhed til et aktieselskab, der i 1888 sammensluttedes med den af S.C. Hauberg (1848-1920) i 1885 byggede maskinfabrik (Hellerung & Haubergs Maskinfabrik, senere S.C. Haubergs Maskinfabrik) under navnet A/S Koefoed & Hauberg, hvor han fra 1888 var direktør. Hauberg havde været aktiv i branchen siden 1872.
Den anden af Titans forgængere var grundlagt 1875 af Poul Marstrand (1851-1902), som i 1889 gik sammen med ingeniør Regner Helweg (1861-1932) i firmaet Marstrand, Helweg & Co. Firmaet var ledende inden for produktion af elevatorer og elektriske kraner og blev for alvor kendt i offentligheden, da det i 1888 leverede elevatoren til Tuborgflasken til den nordiske udstilling og igen i 1894, da firmaet forsynede Magasin du Nords bygning på Kongens Nytorv med elektriske elevatorer. I begyndelsen importerede man elektromotorerne til elevatorerne fra udlandet, men kunne allerede i slutningen 1890'erne selv producere dem.
I 1897 opstod så Koefoed, Hauberg, Marstrand & Helweg, Aktieselskabet Titan ved en sammenslutning af de to nævnte industrivirksomheder. Efter fusionen var en industrigigant skabt, hvis eneste konkurrent var Thrige i Odense. Titan leverede bl.a. maskiner til Burmeister & Wain og til Polyteknisk Læreanstalt samt kraner, losseanlæg og spil til de dansk havne.
Allerede i 1900 blev fabrikken hærget af en voldsom brand, men snart efter genopført. Firmaet sluttede sit virke på Tagensvej i 1965 ved en fusion med Thrige, der resulterede i firmaet Thrige-Titan i Odense, der nu hedder T-T Electric. En række aktiviteter blev videreført af finske KONE og svenske Alfa Laval.
Titangade er opkaldt efter virksomheden, hvis enorme areal dækkede hele stykket mellem Tagensvej, Hermodsgade, Titangade, Sigurdsgade og Rådmandsgade.
Det var ingeniører fra Titan, der d. 26. juni 1919 indkaldte teknikere fra otte lignende københavnske virksomheder til stiftende generalforsamling i det der blev fagforbundet Teknisk Landsforbund.

## Ledelse
- 1897-1902: Poul Marstrand
- 1897-1916: S.C. Hauberg
- 1897-1932: Regner Helweg
- 1902-1923: G.D. Garde
- 1916-1936: Rudolf Christiani
- 1932-1965: Poul Hannover (direktør fra 1926, adm. direktør fra 1932, direktør for Thrige-Titan indtil 1966)
  - 1943-1953: Frode Kjems (underdirektør fra 1932, teknisk direktør fra 1943)